# Sterculia versicolor
Sterculia versicolor är en malvaväxtart som beskrevs av Nathaniel Wallich. Sterculia versicolor ingår i släktet Sterculia och familjen malvaväxter. Inga underarter finns listade i Catalogue of Life.